# Aiol
Aiol, aussi connu sous le nom Aiol et Mirabel, est une chanson de geste écrite en ancien français. Il date de la fin du XIIe ou du début du XIIIe siècle,. Il a été traduit en moyen néerlandais, en italien et en espagnol. Il nous a été transmis par un seul manuscrit, le ms. 25516 français de la BnF.

## Résumé
Aiol est le fils d'Élie de Saint-Gilles, qui a été injustement chassé de France par Makaire de Lausanne. Une fois assez grand, il prend les armes et le cheval de son père pour reconquérir les fiefs de son père.
Une fois arrivé en France, les habitants se moquent de lui à cause de ses vieilles armes et son cheval assez âgé. Il arrive à Orléans, où il est logé par Ysabel, sa tante. Là, il combat le comte de Bourg et le force à lui demander merci. À la suite, il est en faveur auprès du roi (Louis le Pieux).

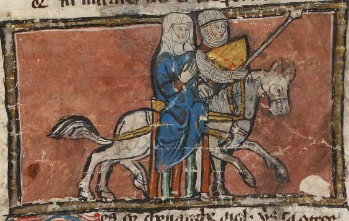
Aiol enlève Mirabel de Pampelune.
Ms. 25516 français de la BnF, fol. 133v.

À la suite d'un défi du roi Mibrien, Aiol est envoyé comme messager à Pampelune où il enlève Mirabel, fille de Mibrien, et lui dit qu'il a l'intention de la faire baptiser et de l'épouser. Elle dit qu'elle préférerait plutôt mourir que se convertir au christianisme, mais change d'avis après s'être rendu compte de la prouesse d'Aiol.
Makaire fuit mais s'attaque à Aiol et Mirabel à Langres. Il les met en prison à Lausanne où Mirabel accouche de jumeaux. Makaire les jette d'un pont afin de les noyer, mais un pécheur, Thierry, les sauve et les livre à la cour de Gratien, roi de Venise. Aiol est vendu à cette même cour et c'est là en servant le roi qu'Aiol met le siège devant Pampelune. Mirabel est libérée, Makaire (dit « le traître » dans le poème) est écartelé. C'est à ce moment-là que Thierry raconte à Aiol comment il a trouvé les jumeaux, et la famille est réunie.
Paulin Paris a écrit un compte rendu en 1852, alors que Normand et Raynaud en ont écrit un plus court dans leur ouvrage de 1877.

## Éditions
- Normand, Raynaud, Aiol: chanson de geste. Paris, Firmin Didot. 1877. Société des anciens textes français.
- Wendelin Foerster. Aiol et Mirabel und Elie de Saint Gille. Heilbronn, Henninger. 1876–1882.
Édition de ce poème et d'Élie de Saint-Gilles, provenant du même manuscrit.
- Malicote, Hartman, Aiol: A Chanson de Geste. New York, Italica.  (ISBN 9781599102191). 2014.

## Traductions
Normand et Raynaud ont documenté, en 1877, cinq traductions parues au moyen âge :
- Aiol « néerlandais » : sept fragments, édités par J. Verdam, publiés pour la première fois par Foerster dans son édition de 1876-82[6]. En moyen néerlandais, selon Verdam.
- La storia di Aiolfo del Barbicone (italien) par Andrea da Barberino. Circa 1500[7].
- Del Conde Grimaltos y su hijo Montesinos (espagnol).
- Cata Francia Montesinos (espagnol).
- Ya se sale Guiomar (espagnol).